# Bromid vanaditý
Bromid vanaditý, VBr3, je v bezvodém stavu zelenočerná pevná, ve vodě rozpustná látka. Vytváří řadu krystalických hydrátů. Má polymerní strukturu, vanadité ionty zaujímají oktaedrickou geometrii.
Příprava je možná přímou reakcí z prvků nebo bromací chloridu vanaditého pomocí BBr3. Další možností je redukce chloridu vanadičitého bromovodíkem:
2 VCl4 + 8 HBr → 2 VBr3 + 8 HCl + Br2
Meziproduktem reakce je nestabilní bromid vanadičitý, který se rozkládá za uvolnění bromu.
Podobně jako chlorid vanaditý, i bromid vytváří komplexy s dimethoxyethanem a THF, např. červenohnědý mer-VBr3(THF)3.

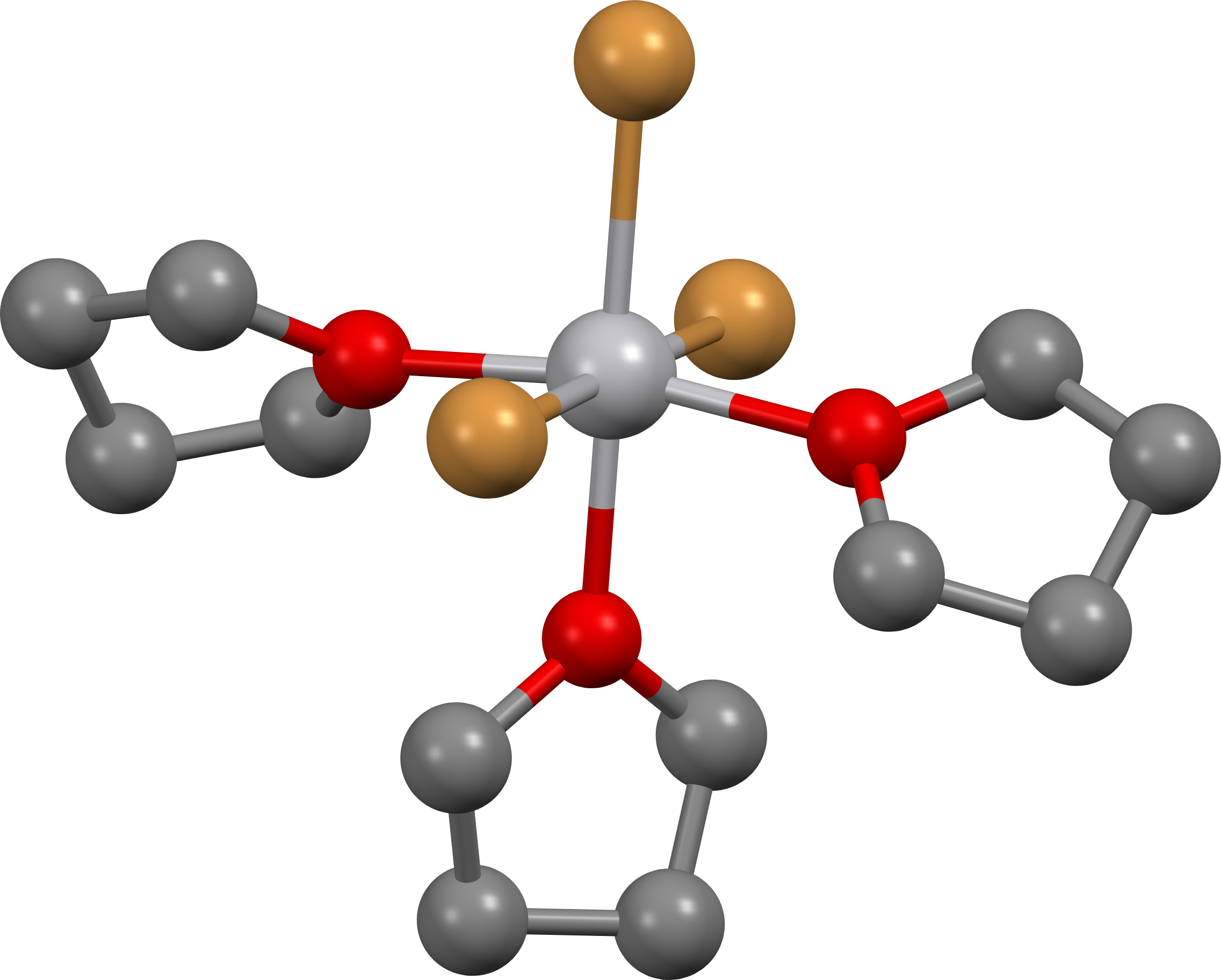
Krystalová struktura komplexu mer-VBr_{3}(THF)_{3}

Vodné roztoky VBr3 obsahují kation trans-[VBr2(H2O)4]+. Krystalizací těchto roztoků získáme sůl trans-[VBr2(H2O)4]Br.(H2O)2.